# Sarah Boberg
Sarah Kjærgaard Boberg (født 25. august 1966) er en dansk skuespiller. Hun medvirkede i DRs julekalender Absalons Hemmelighed fra 2006, som Petra.

## Karriere
Hun blev uddannet ved The William Ester Studio 1988-92 og The Lee Strasberg Theatre Institute i New York. Sarah Boberg har bl.a. medvirket i novellefilmen Voodoo Europa og teaterforestillinger som Alptraum og Personkreds 3 på Betty Nansen Teatret og Snack på Café Teatret. Hun har modtaget stor anmelderros for sin monolog i Und på Mammut Teatret. Hun huskes som tjeneren Anette i Hotellet.

## Private forhold
Sarah Boberg er datter af kunstmaler Jørgen Boberg og adjunkt, gymnasielærer Julie Kjærgaard. Hun er søster til dramaturg og instruktør Simon Boberg. 
Sarah Boberg blev i 1988 gift med billedhugger, professor Franco Turchi (21-08-1960). Ægteskabet blev opløst i 2000.

## Filmografi

### Film
| År   | Titel                | Rolle        | Noter                                            |
| ---- | -------------------- | ------------ | ------------------------------------------------ |
| 1985 | Elise                |              |                                                  |
| 2000 | Afsporet             | Hanne        |                                                  |
| 2000 | Her i nærheden       | Ung Kvinde   |                                                  |
| 2000 | Bænken               | Connie       |                                                  |
| 2002 | Charlie Butterfly    | Selskabsdame |                                                  |
| 2002 | Ulvepigen Tinke      | Astrid       |                                                  |
| 2002 | Kald mig bare Aksel  | Susanne      |                                                  |
| 2003 | Bagland              | Milles mor   |                                                  |
| 2004 | Forbrydelser         | Jossi        |                                                  |
| 2005 | Dommeren             | Minister     |                                                  |
| 2006 | Råzone               | Lærerinde    |                                                  |
| 2007 | Hvid nat             | Sanne        |                                                  |
| 2008 | To verdener          | Karen        | Modtog Bodilprisen for bedste kvindelige birolle |
| 2008 | Det som ingen ved    | Amalie       |                                                  |
| 2009 | Flugten              | Læge         |                                                  |
| 2009 | Himlen falder        | Susanne      |                                                  |
| 2010 | Megaheavy            | Helle        |                                                  |
| 2016 | 1864 - brødre i krig |              |                                                  |
| 2018 | Wonderful Copenhagen |              |                                                  |
| 2023 | Bytte bytte baby     | Ulla         |                                                  |
| 2024 | Bytte bytte barn     | Ulla         |                                                  |

### Tv-serier
| År        | Titel                       | Rolle           | Noter               |
| --------- | --------------------------- | --------------- | ------------------- |
| 2000      | Rejseholdet                 | Jeanette        | Afsnit 2 og 3       |
| 2002      | Hotellet                    | Anette          | Afsnit 55           |
| 2004      | Er du skidt, skat?          | Margit Andersen | Afsnit 14           |
| 2004      | Forsvar                     | Linda Skov      | Afsnit 20-22, 24-29 |
| 2006      | Absalons hemmelighed        | Petra Bramming  | Julekalender        |
| 2008      | Sommer                      | Den blinde dame | Afsnit 4            |
| 2009      | 2900 Happiness              | Advokat         | Afsnit 101          |
| 2011-2018 | Broen                       | Lillian         |                     |
| 2018      | Theo & Den Magiske Talisman | Thanna          | Julekalender        |

## Priser
- 2009: Bodilprisen for bedste kvindelige birolle for To verdener
- 2009: Robert for årets kvindelige birolle for To verdener